# Mrs. Miller
Mrs. Miller (Joplin (Missouri), 5 oktober 1907 – Vista (Californië), 5 juli 1997) was een Amerikaanse zangeres. Ze heette oorspronkelijk Elva Ruby Connes, maar nam na haar huwelijk met John Richardson Miller (1872-1968) in 1934 de achternaam van haar echtgenoot aan. Bij haar platenopnamen en optredens noemde ze zich altijd Mrs. Miller.
In de jaren 1966 en 1967 baarde Mrs. Miller veel opzien met haar amateuristisch klinkende vertolkingen van bekende popliedjes als Downtown, A lover's concerto, Monday, Monday en A hard day's night. Popcritici vergeleken haar vaak met Florence Foster Jenkins. Na 1968 raakte ze langzaam in de vergetelheid.

## Carrière
Elva Miller vestigde zich in 1935 met haar man in Claremont (Californië), waar ze lessen in muziektheorie, compositieleer en zang volgde aan het Pomona College, een kunstacademie. Ze zong er in een kerkkoor. Op eigen kosten liet ze grammofoonplaten maken waarop ze klassieke muziek, religieuze muziek en kinderliedjes zong. Ze gaf ze weg aan weeshuizen in de omgeving.
Bij een van die opnamesessies zorgde de arrangeur Fred Bock voor de begeleiding. Hij bracht haar in contact met Lex de Azevedo, een muziekproducent die werkte voor Capitol Records. Zij tweeën overtuigden haar om populaire popliedjes te gaan zingen. Zo nam ze het liedje Downtown op, als begin van een hele reeks liedjes. De opnamen resulteerden in een langspeelplaat, die de ironische titel Mrs. Miller's greatest hits kreeg. Downtown kwam ook uit als single met op de achterkant A lover's concerto (Capitol 5640).
Elva Miller zong met veel vibrato, vaak in de verkeerde toonsoort en regelmatig uit de maat. Op veel nummers floot ze ook. Om het juiste effect te bereiken nam ze daarbij ijsblokjes in haar mond. Ze noemde deze methode haar ‘ice-whistling technique’. In interviews vertelde ze dat Capitol grote moeite deed om haar liedjes zo slecht mogelijk te laten klinken: door voor haar een ander tempo aan te geven dan voor de begeleidende muzikanten, of door bij de eindmontage de slechtste versie te kiezen.
Het publiek vond het grappig. Haar liedjes golden als ‘camp’. Zoals Jordan Bonafante schreef in zijn artikel over Mrs. Miller in het tijdschrift Life: ‘...the camp esthetic (...) dictates that if bad is bad enough, it can be precious good.’ Mrs. Miller's greatest hits haalde de 15e plaats in de Billboard 200, de hitparade voor muziekalbums. Beide kanten van haar eerste single haalden de lagere regionen van de Billboard Hot 100: Downtown de 82e en A lover's concerto de 95e plaats. In de Easy listening-hitlijst (tegenwoordig de Adult Contemporary) kwamen de beide liedjes tot een negende, resp. dertiende plaats.
Elva Miller kreeg nu een drukke tijd. Ze trad op in vele televisieshows en op beroemde plaatsen, zoals de Hollywood Bowl. Bob Hope haalde haar in de zomer van 1967 naar Vietnam om op te treden voor de Amerikaanse troepen die daar tegen de Vietcong vochten. In dat jaar trad ze ook op in een komische film, The cool ones, onder regie van Gene Nelson. Roddy McDowall speelde de hoofdrol. In de film zong Mrs. Miller het liedje It's magic.
De verkoop van haar platen liep echter terug. Haar tweede langspeelplaat Will success spoil Mrs. Miller?! verkocht minder goed dan haar eerste. Na haar derde lp, The country soul of Mrs. Miller verlengde Capitol haar contract niet. In 1968 verscheen nog Mrs. Miller does her thing op het kleine label Amaret Records, waarop naast bekende liedjes ook een paar liedjes staan die speciaal voor haar geschreven waren. Amaret bracht ook twee singles uit, die de hitparade niet haalden.
Vanaf 1968 verdween Mrs. Miller langzaam uit de publieke belangstelling. In 1971 bracht ze nog twee singles uit op een eigen platenmerk, Mrs.Miller Records. Ze verkochten nauwelijks. In 1973 stopte ze met optreden. Vanaf dat moment zette ze zich in voor goede doelen.
Elva Miller leefde lange tijd in een appartement in Northridge (Californië), tot die plaats in 1994 door een aardbeving getroffen werd. Toen verhuisde ze naar een verzorgingstehuis in Vista, waar ze in 1997 overleed, 89 jaar oud.
Na haar dood kwamen nog twee verzamelalbums met liedjes van Mrs. Miller uit: een legaal, Wild, cool & swingin', en een illegaal, The turned-on world of Mrs. Miller.

## Discografie (albums)
- 1966: Mrs. Miller's greatest hits:

Downtown / The shadow of your smile / A hard day's night / Dear heart / Chim chim cher-ee / These boots are made for walkin' / A lover’s concerto / Let's hang on! / Catch a falling star / Gonna be like that / My love
- 1966: Will success spoil Mrs. Miller?!:

Strangers in the night / Bill Bailey, won't you please come home? / Somewhere, my love / A groovy kind of love / Melody / The girl from Ipanema / Yellow submarine / Every little moment / Moon River / Second hand Rose / Sweet Pea / Monday, Monday
- 1967: The country soul of Mrs. Miller:

I've got a tiger by the tail / There goes my everything / Memphis / A little bitty tear / May the bird of paradise fly up your nose / Misty blue / Oh lonesome me / Shutters and boards / This ole house / Act naturally / Waitin' in your welfare line
- 1968: Mrs. Miller does her thing:

Renaissance of smut / Up, up and away / Anything goes / Green tambourine / Tiptoe through the tulips / Green thumb / The roach / I sleep easier now / My pet / Mary Jane / Granny bopper
- 1999: Wild, cool & swingin':

The girl from Ipanema / Let's hang on / My love / Yellow submarine / Moon River / I've got a tiger by the tail / Monday, Monday / Bill Bailey, won't you please come home? / A groovy kind of love / Memphis / A hard day's night / The shadow of your smile /These boots are made for walkin' / There goes my everything / A lover’s concerto / Second hand Rose / Catch a falling star / Sweet Pea / Queen of the house / Downtown / Strangers in the night
- 2000: The turned-on world of Mrs. Miller:

Renaissance of smut / Up, up and away / Anything goes / Green tambourine / Tiptoe through the tulips / Green thumb / The roach / I sleep easier now / My pet / Mary Jane / Granny bopper / Strangers in the night / Bill Bailey, won't you please come home? / Melody / Every little moment / Moon River / Sweet Pea / Monday, Monday / I've got a tiger by the tail / Memphis / A little bitty tear / May the bird of paradise fly up your nose / Misty blue / Oh lonesome me / Shutters and boards / This ole house / Act naturally / Waitin' in your welfare line / Somewhere, my love / A groovy kind of love / Yellow submarine / Second hand Rose